# Abrus
Tribu
Genre
Abrus (latin abrus, de l'arabe abrūz) est un genre de plantes dicotylédones de la famille des Fabaceae, sous-famille des Faboideae, originaire des régions tropicales de l'Ancien Monde, qui comprend une vingtaine d'espèces acceptées. C'est l'unique genre de la tribu des Abreae (tribu monotypique). 
L'espèce type est Abrus precatorius. C'est un arbuste (papilionacée) de l'Inde ayant une tige grêle qui est souvent volubile et s'enroule autour de son support par thigmotropisme. Ses racines ont un goût de réglisse ; ses graines d'un rouge vif sont toxiques, et sont utilisées pour confectionner des chapelets et des colliers.

## Liste d'espèces
Selon The Plant List (12 juillet 2018) :
- Abrus aureus R.Vig.
- Abrus baladensis Thulin
- Abrus bottae Deflers
- Abrus canescens Baker
- Abrus diversifoliatus Breteler
- Abrus diversifoliolatus Breteler
- Abrus fruticulosus Wight & Arn.
- Abrus gawenensis Thulin
- Abrus laevigatus E.Mey.
- Abrus longibracteatus Labat
- Abrus lusorius Vell.
- Abrus madagascariensis R.Vig.
- Abrus parvifolius (R.Vig.) Verdc.
- Abrus precatorius L.
- Abrus pulchellus Thwaites
- Abrus sambiranensis R.Vig.
- Abrus schimperi Baker
- Abrus somalensis Taub.
- Abrus wittei Baker f.